# Wilhelm Kiesewetter (Maler)

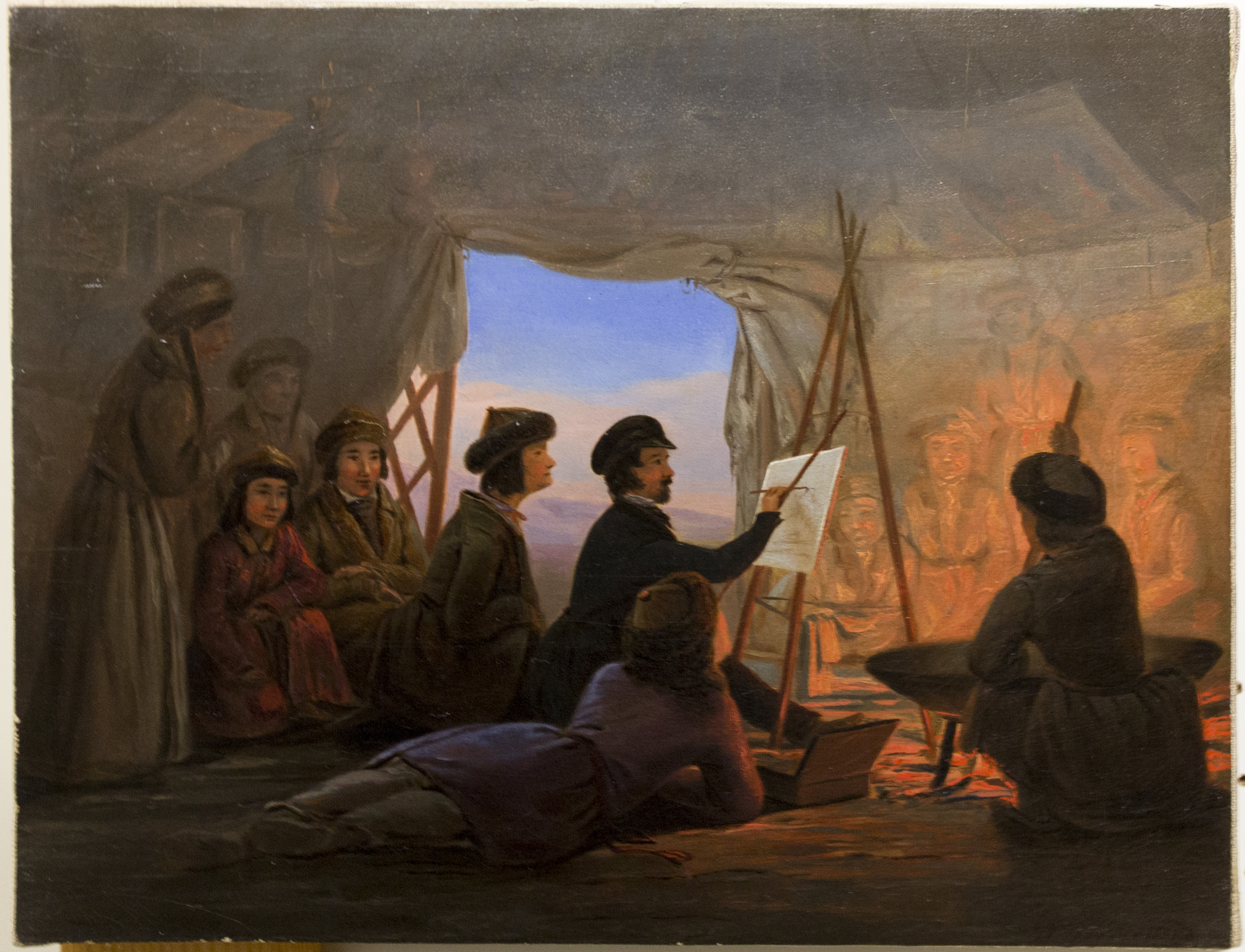
Wilhelm Kiesewetter, Wilhelm Kiesewetter malend in einer kalmückischen Jurte, Öl auf Leinwand, 21,4 × 30,5 cm, 1844, Museum Europäischer Kulturen, Berlin

Wilhelm Kiesewetter (* 1811 in Berlin; † 13. August 1865 in Gotha) war ein deutscher Maler und Ethnograph. Kiesewetter unternahm zwei große Reisen nach Skandinavien und in die europäischen und asiatischen Gebiete des Russischen Reiches, auf denen er Gemälde und Modelle anfertigte. Dieses Konvolut befindet sich heute in der Sammlung des Museums Europäischer Kulturen in Berlin. Während die Reisen Kiesewetters durch seine eigenen Publikationen recht gut belegt sind, befinden sich seine Lebensabschnitte in Deutschland noch weitgehend im Dunkeln.

## Leben

### Ausbildung und Beginn der künstlerischen Karriere in Berlin
Wilhelm Kiesewetter wurde 1811 in Berlin geboren. Seine künstlerische Ausbildung zum Maler erhielt er von Carl Röthig, der Schüler des Malereivorstehers der Königlichen Porzellan-Manufaktur, Johann Friedrich Schulze, war und von 1821 bis 1843 eine Zeichenschule am Königlichen Botanischen Garten an der Potsdamer Straße unterhielt. Ob die Ausbildung Kiesewetters dort erfolgte, ist jedoch nicht gesichert. Obwohl er keine Kurse an der Preußischen Akademie der Künste belegt hatte, beteiligte er sich von 1830 bis 1838 an den Akademie-Ausstellungen. Dort zeigte er insgesamt acht Ölgemälde: 1830 Ein Fruchtstück, in Öl, 1834 Portrait einer Dame, Kniestück, 1836 Die Hinterbliebenen. Nachtstück, Eine ländliche Scene, Scene in einer Bauernstube und Das Frühstück, sowie 1838 Die Wohlthat und Das Brautpaar in Geldverlegenheit. Einige dieser Gemälde wurden von Privatpersonen erworben, jedoch hatte Kiesewetter 1838 mit seiner Ausstellungsbeteiligung keinen Erfolg. Das Gemälde Das Brautpaar in Geldverlegenheit fand keinen Käufer, weshalb er es seiner Geliebten zum Geschenk machte. Aufgrund der schwierigen wirtschaftlichen Lage und geprägt vom Wunsch, Entdeckungen zu machen, verließ Kiesewetter in der Folge seine Geliebte und Berlin, um auf Reisen zu gehen.

### Reisen durch Skandinavien, das europäische Russland und die asiatischen Gebiete des Russischen Reiches
Kiesewetter unternahm zwei große Reisen durch Skandinavien, die europäischen und asiatischen Gebiete des Russischen Reiches: Die erste erstreckte sich über die elf Jahre zwischen 1838 und 1849, die zweite folgte von 1850 bis 1853. Ihre Verläufe wurden von ihm selbst überliefert. Er finanzierte die Reisen durch das Anfertigen von Porträts, die sich insbesondere in Schweden gut verkauften. Um die Kulturen, denen er begegnete, besser zu verstehen, versuchte Kiesewetter einige der einheimischen Sprachen zu lernen und bediente sich Dolmetschern. Zudem bemühte er sich manchmal durch einheimische Kleidung weniger aufzufallen und Aspekte, die er selbst nicht beobachten konnte, auf dem Weg der Befragung in Erfahrung zu bringen. Kiesewetters Kulturkontakte verliefen in aller Regel nach dem gleichen Muster: Zuerst nahm er Kontakt zur ranghöchsten Persönlichkeit auf und stellte dieser sein Anliegen vor. Erhielt er von dieser die Erlaubnis, bei der Gruppe zu leben und zu malen, nahm er Kontakt zu einzelnen Personen auf, von denen er Porträts anfertigen wollte. Die Reaktionen fielen dabei unterschiedlich aus, einige lehnten ab während andere sich bezahlen ließen oder ganz bereitwillig Modell saßen.

#### Erste Reise
Am 16. Juni 1838 brach Kiesewetter in Berlin auf und wanderte nach Rügen. Von dort aus setzte er nach Schweden über, wo er sich bis Ende 1839 in Ramlösa, Helsingborg, Norrköping, Stockholm und Umeå aufhielt. Anschließend bereiste er bis Februar 1841 Finnland und machte dort in Vaasa, Torneå, Björneborg, Tawastehus und Wyborg Station. Sein Reiseweg führte dann über Sankt Petersburg, wo er sich nur drei Wochen aufhielt, Moskau, Tula, Rjazan und Nischni Nowgorod, wo sein Aufenthalt im August 1842 endete. Die nächste Etappe seiner Reise führte Kiesewetter nach Kasan, das den östlichsten Punkt seiner Route markierte, Saratow, Pensa, Narowtschat, Woronesch und schließlich Sebastianowka an der Wolga.

Wilhelm Kiesewetter, Der Thränen-Quell im Palast der letzten Tatar-Chane, Öl auf Leinwand, 55,4 × 47 cm, um 1846, Museum Europäischer Kulturen.

Im März 1844 hielt Kiesewetter sich in Sarepta in einer Missionsstation der Herrnhuter Brüdergemeine auf. Von dort aus ritt er in das Steppengebiet der Kalmücken, bevor er über die Station Tschernojar und den Eltonsee zu den Kasachen ans Kaspische Meer weiterzog. Während des Aufenthaltes bei den Kalmücken ereignete sich eines der Beispiele für Verständnisprobleme zwischen Kiesewetter und den lokalen Bevölkerungen. Er griff in eine zeremonielle Brautentführung ein, da er das Geschehen für real hielt und die Braut verteidigte. Als Auszeichnung für seine Tapferkeit habe er die Braut zugesprochen erhalten, schlug dieses Angebot jedoch aus. Am Kaspischen Meer hielt er sich drei Monate lang auf und besuchte den Wohnsitz des Khans einer Kasachengruppe. Kiesewetter kehrte dann nach Sarepta zurück, von wo aus er zu den Donkosaken in Nowotscherkassk fuhr. Im Frühjahr 1845 reiste er weiter nach Nachitschewan, einer armenischen Kolonie am Asowschen Meer. Nach längeren Aufenthalten in Rostow und Taganrog gelangte Kiesewetter auf die Krim und verbrachte zwei Jahre in Simferopol, Bachtschissarai und Gursuf. Sein 1846 geschaffenes Modell „Der Palast der Tartar-Chane in der Krim“ wird im Museum Europäischer Kulturen aufbewahrt. Während der zwei Jahre bei den Krimtataren ging die Anpassung Kiesewetters an die Kultur, die er beobachtete, besonders weit, so dass die Einheimischen ihm den Namen Abdullah verliehen. 1847 setzte er von Jalta aus an die Westküste des Kaukasus über, wo er durch die Wohngebiete der Imerelier und Mingrelier, Subethnien der Georgier, reiste. 1847 veranstaltete er in Tiblis eine erste Ausstellung seiner Bilder. Diese fand jedoch laut Kiesewetter nur wenig Resonanz. 1848 zog Kiesewetter mit einer Kamelkarawane nach Jerewan, der Hauptstadt des damals zu Russland gehörenden Armeniens. Von dort ritt er zum Berg Ararat, wo er auf die Kurden traf. In der Folge setzte er seine Reise über Schemachi in die von Persern bewohnte Stadt Baku fort. Von dort aus ritt er zu einer Tempelanlage, die von indischen Priestern zoroastrischen Glaubens bewohnt war.

Wilhelm Kiesewetter, Der Maler in einem persischen Reisekarren, Öl auf Leinwand, 24,5 × 29,5 cm, 1848/49, Museum Europäischer Kulturen.

Von der Hauptstadt Daghestans, Derbent, aus setzte Kiesewetter über das Kaspische Meer nach Astrachan über, einer an der Wolgamündung gelegenen Stadt. Den Winter 1848/1849 verbrachte er in Saratow, um von dort aus im Frühjahr 1849 auf der Wolga eine längere Reise in das nördliche Russland mit dem Zielort Bjelosersk zu unternehmen. Über Onegasee, Wytegra und Ladogasee kehrte Kiesewetter nach Sankt Petersburg zurück, wo er sich erneut einige Wochen aufhielt. Anschließend kehrte er über Stettin nach über elf Jahren Abwesenheit wieder in seine Heimatstadt Berlin zurück. Dort nahm er Kontakt mit dem wissenschaftlichen Kunstverein auf, der im Oktober 1849 anlässlich des Geburtstags seines Schirmherrn Friedrich Wilhelm IV. sein Gründungsjubiläum feierte. In diesem Zusammenhang veranstaltete der Verein eine Ausstellung, die Kiesewetter mit den auf der Reise entstandenen Werken ausstattete. Diese Ausstellung stieß auf positive Resonanz durch die Gäste. Ein Artikel in der Vossischen Zeitung regte an, dass die Sammlung in einer öffentlichen Ausstellung dem Publikum zugänglich gemacht werden sollte.

#### Zweite Reise
Bereits kurz nach seiner Rückkehr machte sich Kiesewetter auf seine zweite Reise auf, um weitere Bilder zu malen und Ausstellungen zu veranstalten. Diese führte ihn im Juni 1850 erneut nach Skandinavien. In diesem Jahr stellte er in Stockholm und Gefle Werke aus, 1851 folgten weitere Ausstellungen in Falun, Hörnosand, Sundswall und Östersund. Die Ausstellungsunternehmen wurden von Kiesewetter nun professionalisierter durchgeführt. So veröffentlichte er 1850 in Lund einen Katalog auf Schwedisch, in dem die Gemälde und Modelle beschrieben wurden; als Titel der Ausstellungen verwendete Kiesewetter den Namen Orientalisches Kunstkabinett. Von Seiten der schwedischen Bevölkerung bestand jedoch nur geringes Interesse an diesen Schauen. Anschließend lebte er für einige Monate bei den Samen im Norden Schwedens und Norwegens, um dann weitere Schauen seiner Bilder in Trondheim, Oslo, Drammen, Christiansand und Bergen zu veranstalten. Den Titel änderte er für diese in Ethnographische Reisebilder ab. Im Juni 1852 kehrte Kiesewetter nach Schweden zurück, wo er noch in Göteborg, Malmö und Lund seine Werke präsentierte. Die Gründe für die zweite Reise nach Skandinavien und die ersten professionellen Ausstellungen seiner Werke dort dürften persönlicher Natur gewesen sein. So gab Kiesewetter an, die Freundlichkeit und Warmherzigkeit seiner dortigen Gastgeber zu schätzen. Er kehrte im Juni 1853 endgültig nach Deutschland zurück.

### Lebensende in Deutschland
Nach seiner zweiten Rückkehr nach Deutschland veranstaltete Kiesewetter Ausstellungen unter dem Titel „Kiesewetter's ethnographische Reisebilder“ in Hamburg, Altona, Hannover, Leipzig und Dresden, auf denen er seine Gemälde und Modelle zeigte, und anlässlich derer er Vorträge hielt. Diese stießen laut Kiesewetters eigener Aussage auf positive Resonanz. Im Februar und März 1854 zeigte er seine Bilder in Leipzig und Dresden. In beiden Städten hielt er eine Vielzahl von Vorträgen vor Gesellschaften und Vereinen wie dem Leipziger Künstler- und Schriftstellerverein oder dem Pädagogischen Verein in Dresden sowie in Schulen. Zudem publizierte er über seine Reisen, um noch mehr Aufmerksamkeit für seine Vorhaben zu generieren. In diesem Kontext sind auch seine Vorträge vor geografischen Gesellschaften zu verorten. Am 3. Juni 1854 erläuterte Kiesewetter seine Werke vor der Gesellschaft für Erdkunde in Berlin. Deren Vorsitzender Carl Ritter war von dem Vortrag begeistert und veröffentlichte einen lobenden Artikel in der Spenerschen Zeitung. In diesem Jahr nahm auch Alexander von Humboldt, der Kiesewetters Werk als „im eigentlichen Sinne ethnologische Sammlung“ einordnete, über den Generaldirektor der Königlichen Museen, Ignaz von Olfers, Kontakt zu diesem auf.
Darüber hinaus konnte trotz Recherchen nicht geklärt werden, womit Kiesewetter sich zwischen 1855 und 1865 beschäftigte. Als Wilhelm Kiesewetter am 13. August 1865 in Gotha verstarb, hinterließ er mindestens 176 Ölgemälde und zwölf Wohn- und Siedlungsmodelle, die auf seinen Reisen entstanden waren.

## Werk

### Künstlerisches Schaffen

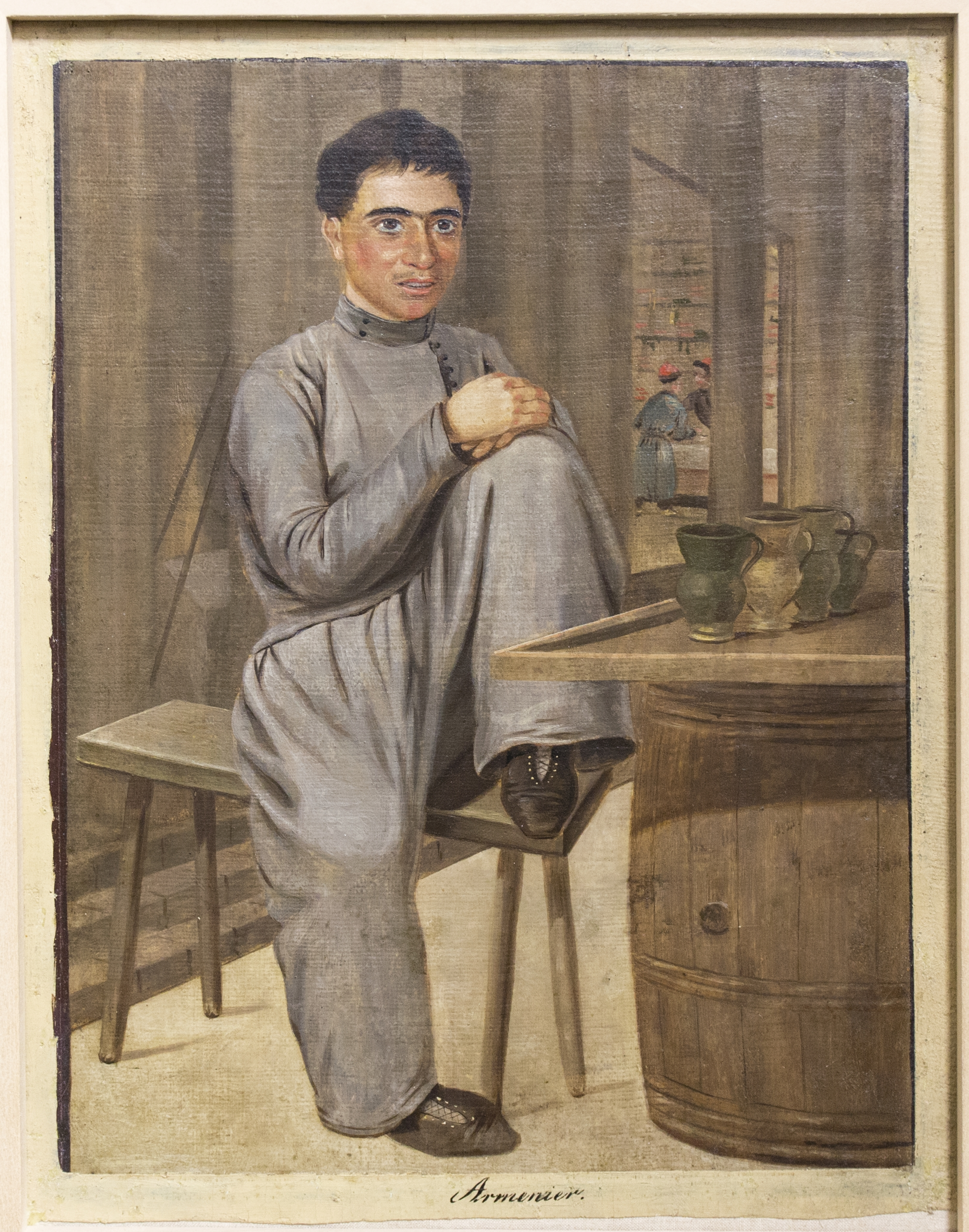
Wilhelm Kiesewetter, Armenischer Getränkeverkäufer, Öl auf Leinwand, 34,5 × 26,1 cm, Museum Europäischer Kulturen.

Das Berliner Frühwerk Kiesewetters ist weitgehend unbekannt. Es existieren über die Katalogeinträge der Akademieausstellungen hinaus keine weiteren Anhaltspunkte für dessen Bewertung. Auch der Verbleib der rund 500 Porträts, die er auf seinen Reisen für Auftraggeber anfertigte, ist unbekannt. Der Korpus von Werken, welcher der Forschung zugänglich ist, umfasst 162 Ölgemälde, zehn Modelle und nicht zugeordnete Einzelteile, die zur Sammlung des Museums Europäischer Kulturen gehören. Insgesamt wird das Werk Kiesewetters aus zwei Perspektiven betrachtet: Zum einen gelten die Gemälde der Kunstgeschichte als ethnographische Genremalerei des 19. Jahrhunderts, zum anderen dienen der Ethnologie als Quelle zur kulturhistorischen Erforschung der dargestellten Kulturen.
Im 19. Jahrhundert unternahmen viele Künstler Reisen in ferne Länder, wobei sie entweder von einem Erkenntnisinteresse an den fremden Kulturen oder aber von der Suche nach künstlerischer Inspiration geleitet wurden. Kiesewetter brach wohl mit letzterer Intention auf, entwickelte dann jedoch Interesse an den Kulturen, denen er auf seiner Reise begegnete. Er selbst formulierte die aus heutiger Sicht ethnologische Zielsetzung, „dem grösseren Publikum eine Anschauung der verschiedenen Gesichtsbildung, der Sitten und Gebräuche mannigfacher, weniger bekannter und weniger kultivierter Völkerstämme zu geben; [dies] veranlasste mich, dieselben auf vieljährigen Wanderungen zu studiren und Bilder nach dem Leben an Ort und Stelle naturgetreu darzustellen.“ In diesem Sinne malte Kiesewetter zahlreiche Porträts, noch häufiger enthielten seine Bilder Szenen aus dem Alltagsleben, Stadt- und Dorfansichten, Paläste, Häuser, Kirchen und deren Innenräume. Zum besseren Verständnis ergänzte er die Haus- und Siedlungsbilder durch seine Modelle. Darstellungen der Landschaften, die er bereiste, malte Kiesewetter nicht, sie diente allenfalls als Kulisse für Menschen und Bauwerke.
Die ethnographische Position Kiesewetters findet in den Gemälden besonderen Niederschlag, in denen er sich selbst im Kontext der von ihm besuchten Gesellschaften darstellte. Das Gemälde Wilhelm Kiesewetter malend in einer kalmückischen Jurte aus dem Jahr 1844 zeigt ihn beim Ausführen der Aktion, mit der er die fremden Kulturen, denen er begegnete, festhielt. In dem Bild Russische Brautjungfern belohnen den Hochzeitsgast für ein Brautgeschenk zeigte sich Kiesewetter als besonderer Teilnehmer an einem fremden Ritus. In anderen Werken, die Alltagsszenen zeigen, ist der Künstler Mitwirkender am alltäglichen Leben seiner Gastgeber. Die treue Wiedergabe durch Kiesewetter lässt sich etwa anhand des Khanpalasts von Bachtschyssaraj nachvollziehen, den Kiesewetter sowohl in Gemälden als auch in einem Modell festhielt. Der auch in den Innenräumen kaum veränderte Palast entspricht weitgehend Kiesewetters Darstellung. Vereinzelt finden sich auch noch andere von Kiesewetter festgehaltene Gebäudetypen, auch wenn die meisten im Laufe der Zeit verschwunden sind. Ansichten wie sie in den Gemälden von Innenräumen finden, lassen sich noch in Freilichtmuseen in Russland und Skandinavien finden. Die dargestellten Menschen sind aufgrund der genau wiedergegebenen Kleidung den einzelnen besuchten Ethnien zuzuordnen. In dieser Darstellungsweise liegt der dokumentarische Wert von kiesewetters Arbeiten begründet. Nur wenige Gemälde weichen ab. So bedient etwa das Bild Zigeuner-Mädchen, einen Liebestrank bereitend verbreitete Klischees während der Armenische Geldwechsler als raffgierige Person dargestellt wurde. Dies verweist auf das immer präsente subjektive Element.
Kiesewetters Werk stellte keine Ausnahme in der Kunst des 19. Jahrhunderts dar. Er lässt sich mit Künstlern wie Johann Moritz Rugendas, der zuerst eine Expedition nach Brasilien begleitete und dann 16 Jahre lang Mittel- und Südamerika bereiste, oder George Catlin, der als Maler und Ethnograph die indigene Bevölkerung des amerikanischen Westens festhielt, vergleichen. Insbesondere Catlin präsentierte seine Werke auch ähnlich wie Kiesewetter mit Vorträgen und Ausstellungen.

### Publikationen
Wilhelm Kiesewetter veröffentlichte die folgenden vier Werke:
- Förklaring öfver Modeller, Oljetaflor och Skizzer uti Konstkabinettet, på en mångårig vandring i Orienten, Lund 1850.
- Kiesewetter’s ethnographische Reisebilder, Berlin 1854.
- Mittheilungen aus dem Tagebuche zu Kiesewetter’s ethnographischen Reisebildern, Berlin 1854 (Digitalisat der Universitätsbibliothek Göttingen).
- Die Steine des Weisen und das chinesische Rechenbrett, die natürliche Grundlage des Rechnens, nach mündlichen Mittheilungen eines asiatischen Rechenkünstlers, Gotha 1862 (Digitalisat der Universitätsbibliothek Göttingen).

Insbesondere mit den Mittheilungen aus dem Tagebuche zu Kiesewetter’s ethnographischen Reisebildern versuchte er zusätzliche Aufmerksamkeit zu generieren. Es handelte sich um Passagen aus Kiesewetters Tagebuch, die er bereits zur Erläuterung seiner Gemälde in Vorträgen herangezogen hatte. Das Buch gliederte sich in 16 Kapitel, in denen er ein zentrales Thema wie etwa die Audienz bei der Kalmückenfürstin ergänzt durch die Schilderung mehrerer kleiner Begebenheiten behandelte. Kiesewetter ging dabei durchaus ethnologisch vor, indem er immer wieder seine eigene Position, seine Beziehung zu seinen Gastgebern und die Umstände, unter denen er malte, schilderte. Ergänzt wurde diese Publikation durch eine Liste seiner Gemälde und Modelle, die in der Reihenfolge eines Vortrages organisiert waren. Diese Anlage unterstreicht ein weiteres Mal den Bildungsanspruch Kiesewetters, der Menschen bereits in einem jungen Alter mit fremden Kulturen in Kontakt bringen wollte. Ein Beispiel seiner bei den Kalmücken entstandenen Werke ist das etwa 1865 entstandene Bildnis einer Kalmückenfrau.

## Musealisierung
1868 gelangten die von Kiesewetter gefertigten Modelle als Ethnographica in die ethnologische Sammlung der Königlich Preußischen Museen. Wahrscheinlich zur selben Zeit übernahm das Kupferstichkabinett die Gemälde. 1876 wurden diese an die Nationalgalerie abgegeben, als dort eine Sammlung von Handzeichnungen angelegt wurde, fanden jedoch kaum Beachtung. Im Gegensatz dazu waren einige der Modelle in der völkerkundlichen Ausstellung im Neuen Museum dem Publikum zugänglich. Die Nationalgalerie überwies die Gemälde Kiesewetters 1910 dem Museum für Völkerkunde, wo sie entsprechend ihrer Motive der asiatischen Sammlung und der Sammlung für deutsche Volkskunde zugeordnet wurden. Als aus letzterer 1934 das eigenständige Museum für Volkskunde im Schloss Bellevue wurde, das allein Objekte aus dem deutschen Raum umfasste, gingen 28 Gemälde mit europäischen Motiven an die neugegründete Abteilung Eurasien im Museum für Völkerkunde über. Das malerische Werk fand jedoch weiterhin kaum Beachtung.
Im Zweiten Weltkrieg gingen 15 Gemälde und 3 Modelle wahrscheinlich verloren. Der Großteil des Bestandes, der während des Krieges ausgelagert worden war, wurde nach Kriegsende von der Trophäenkommission nach Leningrad verbracht. 1975 wurden sie mit 45.000 weiteren Ethnographica an das Museum für Völkerkunde zu Leipzig zurückgegeben. Zwischen 1990 und 1992 kehrten diese Objekte nach Berlin zurück, wo nun auch Kiesewetters Werke mehr Aufmerksamkeit zuteilwurde. Bei der Eröffnung des Museum Europäischer Kulturen 1999 wurde auch Kiesewetter dem Publikum aus ethnologischer Perspektive heraus präsentiert.